# Pyrrhia cilisca
Pyrrhia cilisca là một loài bướm đêm trong họ Noctuidae.